# 415. kemična brigada (ZDA)
415. kemična brigada (izvirno angleško 415th Chemical Brigade) je kemična brigada Kopenske vojske Združenih držav Amerike.

## Zgodovina
Brigada je bila ustanovljena 16. septembra 1987 s preoblikovanjem 415. kemične skupine.